# 保加利亞國防部
保加利亚国防部（保加利亚语：Министерство на отбраната）是负责管理保加利亚武装部队的部门。该部門成立于1879年，是保加利亚最早成立的6个部委之一。1911年至1947年间，它被称为战争部（Министерство на войната），从1947年到1990年，它又被称为人民国防部（Министерство на народната отбрана）。
國防部所在的目前的建筑是由保加利亚的Vasilyov-Tsolov团队设计，它于1939年至1945年间完工。